# Milton R. Krasner
Milton R. Krasner (ur. 17 lutego 1904 w Nowym Jorku, zm. 16 lipca 1988 w Los Angeles) – amerykański operator filmowy. 
Laureat Oscara za najlepsze zdjęcia do kręconego w formacie panoramicznym filmu Trzy monety w fontannie (1954) w reżyserii Jeana Negulesco. Był siedmiokrotnie nominowany do tej nagrody. Zdobył również nagrodę za najlepsze zdjęcia do filmu Zmowa (1949) Roberta Wise'a na 3. MFF w Cannes. 
Autor zdjęć do ponad 150 filmów fabularnych, m.in. Kobieta w oknie (1944) Fritza Langa, Córka farmera (1947) H.C. Pottera, Wszystko o Ewie (1950) Josepha L. Mankiewicza, Słomiany wdowiec (1955) Billy'ego Wildera, Przystanek autobusowy (1956) Joshuy Logana, Niezapomniany romans (1957) Leo McCareya, Słodki ptak młodości (1962) Richarda Brooksa czy Bezpłodna kukułka (1969) Alana J. Pakuli.